# Karimganj (India)
Karimganj è una suddivisione dell'India, classificata come municipal board, di 52.316 abitanti, capoluogo del distretto di Karimganj, nello stato federato dell'Assam. In base al numero di abitanti la città rientra nella classe II (da 50.000 a 99.999 persone).

## Geografia fisica
La città è situata a 24° 52' 0 N e 92° 20' 60 E e ha un'altitudine di 12 m s.l.m.

## Società

### Evoluzione demografica
Al censimento del 2001 la popolazione di Karimganj assommava a 52.316 persone, delle quali 26.919 maschi e 25.397 femmine. I bambini di età inferiore o uguale ai sei anni assommavano a 4.639, dei quali 2.400 maschi e 2.239 femmine. Infine, coloro che erano in grado di saper almeno leggere e scrivere erano 43.483, dei quali 23.418 maschi e 20.065 femmine.